# Martín de Rivaflecha
Martín de Rivaflecha, también como Ribafrecha, Ribaflecha o Rivafrecha, (Santo Domingo de la Calzada, c. 1480 – Palencia, 24 de junio de 1528) fue un compositor y maestro de capilla español.

## Vida
Es poco lo que se conoce de los primeros años de vida de Martín de Rivaflecha. Nació en Santo Domingo de la Calzada, ciudad castellana y actualmente en La Rioja, donde tomó el hábito.
El primer cargo conocido Rivaflecha fue como «cantor y maestro de los mozos de coro» de la Catedral de Palencia, al que accedió el 1 de diciembre de 1503. Entre sus responsabilidades estaba la composición de obras para la capilla de música y su dirección musical. Además era responsable de la enseñanza de música de los infantes del coro y de los beneficiados y capellanes de la Catedral, contratar a nuevos músicos e incluso pagarles el salario, cantar en canto de órgano para las vísperas y las fiestas de guardar, además de todos los sábados de misas «de Nuestra Señora», la salve, etc. Entre sus responsabilidades más onerosas estaba el cuidado y la educación de los seis mozos del coro, que debían vivir en casa del maestro. Debía encargarse incluso de que fuesen bien vestidos. Fue la responsabilidad que más problemas generó con el cabildo catedralicio durante los veinte años de su magisterio.
Desde poco después de comenzar su magisterio, el cabildo nombró al cantor Gonzalo Gómez de Portillo como ayudante para cuidar a los infantes. Pero en 1510 el cabildo ya protestaba porque no había suficientes mozos en el coro y un año más tarde porque los niños iban mal vestidos y se descuidaba su alimentación y educación. La disputa fue creciendo hasta que en mayo de 1515 se exigió a Rivaflecha su renuncia. En agosto de ese mismo año se readmitía al maestro en vista de su valía artística, pero con unas condiciones más rigurosas para esta segunda etapa.
En julio de 1518 se concedió al maestro un permiso para visitar a su madre, posiblemente enferma. En 1523 dimitió en Palencia del cargo para regresar como cantor de la Catedral de Calahorra, por lo que el musicólogo Paulino Capdepón Verdú especula que fuese para cuidar a la madre enferma. Solo se ausentó dos años y medio, ya que en diciembre de 1525 regresaba a su magisterio palentino como racionero. Sin embargo, no pudo con el cuidado de los infantes y se le retiró la prebenda y el cargo un mes más tarde. Tras protestar, se le devolvió la ración, pero el cargo volvió brevemente a Portillo hasta el 29 de marzo de 1526, cuando se nombró definitivamente a Diego del Castillo, con el beneplácito de Rivaflecha y Portillo.
A finales de 1526 recaudó 21 000 maravedís en nombre del cabildo; se trataba de una dotación de Juan Rodríguez de Fonseca, antiguo obispo de Palencia, para una salve y una misa en su memoria. Las últimas noticias que se tienen de él son del 15 de junio de 1528, cuando solicita al cabildo un subsidio por enfermedad, falleciendo nueve días después, el 24 de junio de 1528. El cabildo mandó que se le escribiera un epitafio digno de su maestría en su sepultura de la capilla de la Santa Cruz, a pesar de los años de desavenencias:

In ecclesia palentina cantator, et in arte musice, tam practice quam theorice, unicus doctissimus, subtilissimus et sapientissimus, ita et caeteris aliis humanitatis petissimus, dedicassimus et in eisdem agilibusque dissertissimus.
Fue cantante en la iglesia palentina, y en el arte de la música, tanto práctico como teórico, único en erudición, sutileza y sabiduría, y así también entre el resto de las humanidades el más devoto, el más dedicado y el más más elocuente en el mismo.

## Obra
Fue un compositor de importancia, muy apreciado en su época. Su nombre aparece alabado en obras de sus contemporáneos, como Mateo de Aranda, en su Tractado de canto llano (1533), y Cristóbal de Villalón, en su Ingeniosa comparación entre lo antiguo y lo presente (1539). De hecho, Villalón lo sitúa en segundo lugar de entre los compositores españoles de su época, solo por detrás de Francisco de Peñalosa.
No se conservan de él más que cinco composiciones:
- Anima mea liquefacta est, a cuatro voces, en la Biblioteca Capitular Colombina de Sevilla.
- Benedicamus Domino, a cuatro voces, en la Catedral de Tarazona.
- Quam pulchra es, a cuatro voces, en la Biblioteca de Cataluña.
- Salve regina,  a cuatro voces, en la Institución Colombina de Sevilla.
- Vox dilecti mei, a cuatro voces, en la Institución Colombina de Sevilla.